# Wojna badeńsko-palatynacka (1461–1462)
Wojna badeńsko-palatynacka (niem. Mainzer Stiftsfehde) to konflikt wewnętrzny o posadę arcybiskupa Moguncji w latach 1461–1462.
Konflikt wywołał wybór na stanowisko arcybiskupa Moguncji Diethera von Isenburg, który niewielką ilością głosów pokonał swojego przeciwnika Adolfa von Nassau. Rok wcześniej Diether wdał się w spór z elektorem palatynackim Fryderykiem I. W bitwie stoczonej pod Pfeddersheim w roku 1460 musiał uznać jednak wyższość Fryderyka. W międzyczasie miał miejsce nowy spór, tym razem arcybiskup sprzeciwił się polityce finansowej papieża Piusa II, który skazał Diethera na wygnanie 21 sierpnia 1461 r. przekazując stanowisko arcybiskupa Adolfowi von Nassau. Mimo to mieszkańcy Mainz poparli zdetronizowanego Diethera, który nie zamierzał oddać dobrowolnie zajmowanego stanowiska. W tej sytuacji Adolf zawiązał sojusz z arcybiskupem Janem II Badeńskim, biskupem Metzu Jerzym, biskupem Janem II von Hoheneck oraz hrabią Ulrykiem V Wirtemberskim.
Wkrótce Adolfa poparł też margrabia Karol I Badeński. Diethera natomiast poparła rada miejska Moguncji, brat Ludwik oraz elektor Palatynatu Fryderyk I, dawny przeciwnik Diethera. W zamian za zmianę obozu otrzymał on w posiadanie miasta Lorsch, Heppenheim (Bergstraße) oraz Bensheim.
Latem 1462 r. Badeńczycy spustoszyli palatynackie posiadłości po lewej stronie Renu, po przekroczeniu rzeki wkroczyli na ziemie Wirtembergii i Spiry. Następnie wraz z Wirtemberczykami liczący 8000 ludzi oddział badeński skierował się do Seckenheim. Tutaj straż przednia Adolfa została jednak zaskoczona i rozbita przez wojska Fryderyka I i podległych mu władców z hrabstw Leiningen oraz Katzenelnbogen. Ranni w bitwie margrabia Karol I oraz biskup Jerzy z Metzu dostali się do niewoli, podobnie jak Ulryk V Wirtemberski. Bitwa pod Seckenheim zakończyła pierwszą fazę konfliktu. Dzięki temu zwycięstwu Fryderyk I zyskał przydomek „Zwycięski”.
Po bitwie władca nakazał przewieźć jeńców do zamku w Heidelbergu, gdzie skuci łańcuchami mieli pozostać aż do czasu zapłaty za nich okupu. Cena za uwolnienie Karola wyniosła 25 000 guldenów, a także przekazanie w lenno gminy Sponheim i Pforzheim. Za biskupa Jerzego z Metzu elektor palatynacki otrzymał 45 000 guldenów.
Po krótkim okresie spokoju konflikt rozgorzał na nowo pociągając za sobą kolejne ofiary i zniszczenia głównie w rejonie Moguncji. Nocą 28 października 1462 r. Adolfowi von Nassau udało się dzięki zdradzie kilku mieszkańców, wtargnąć na czele 500 ludzi do miasta przez jedną z bram (Gautor) i zająć je po 12 godzinnych walkach ulicznych. W walkach poległo 400 ludzi a samo miasto zostało splądrowane. W odwecie za poparcie dla Diethera, Adolf pozbawił Moguncję przywilejów miejskich i statusu wolnego miasta. Miasto dostało się pod władzę arcybiskupa. Następnego dnia wszystkich pozostałych przy życiu mieszkańców w liczbie 800 ludzi wezwano na główny plac, po czym nakazano im opuścić miasto. Później 400 z nich pozwolono jednak pozostać.
Konflikt ostatecznie zakończono po kilku próbach rozjemczych w październiku 1463 r. Diether von Isenburg podpisał z Adolfem układ w Zeilsheim uznając go swoim następcą. Sam zadowolił się znaczną sumą pieniędzy oraz nadanymi mu ziemiami z miastami Höchst am Main, Steinheim oraz Dieburg. Po śmierci Adolfa w roku 1475 Diether von Isenburg ponownie został wybrany na arcybiskupa Mainz zyskując poparcie papieża Sykstusa IV i rządził aż do swojej śmierci w roku 1482.